# Miquel Poal i Aregall
Miquel Poal i Aregall   (Sallent, 1894 - Barcelona, 4 de setembre de 1935)  va ser un periodista, novel·lista i dramaturg català. Signava com a Miquel Poal-Aregall.

## Biografia
Es llicencià en dret i es dedicà al periodisme. El 1915 es traslladà a Barcelona. Col·laborà a revistes com La Veu de Catalunya, Un enemic del Poble i Catalunya Teatral. També fou redactor de la revista Feminal i publicà diversos opuscles sobre el moviment feminista. El 1913 fou director del Diari de Sabadell i l'any 1918 començà a ser director de La Novel·la Teatral Catalana. Com a autor teatral publicà un gran nombre d'obres, la majoria entre el costumisme i el vodevil. A partir de 1923 publicaria a La Novel·la d'Ara diverses narracions curtes.
De la seva obra Pel teu amor es va extreure la lletra de la cançó Rosó, musicada per Josep Ribas i Gabriel.
El 1930 es va casar amb Llucieta Canyà.

## Obra

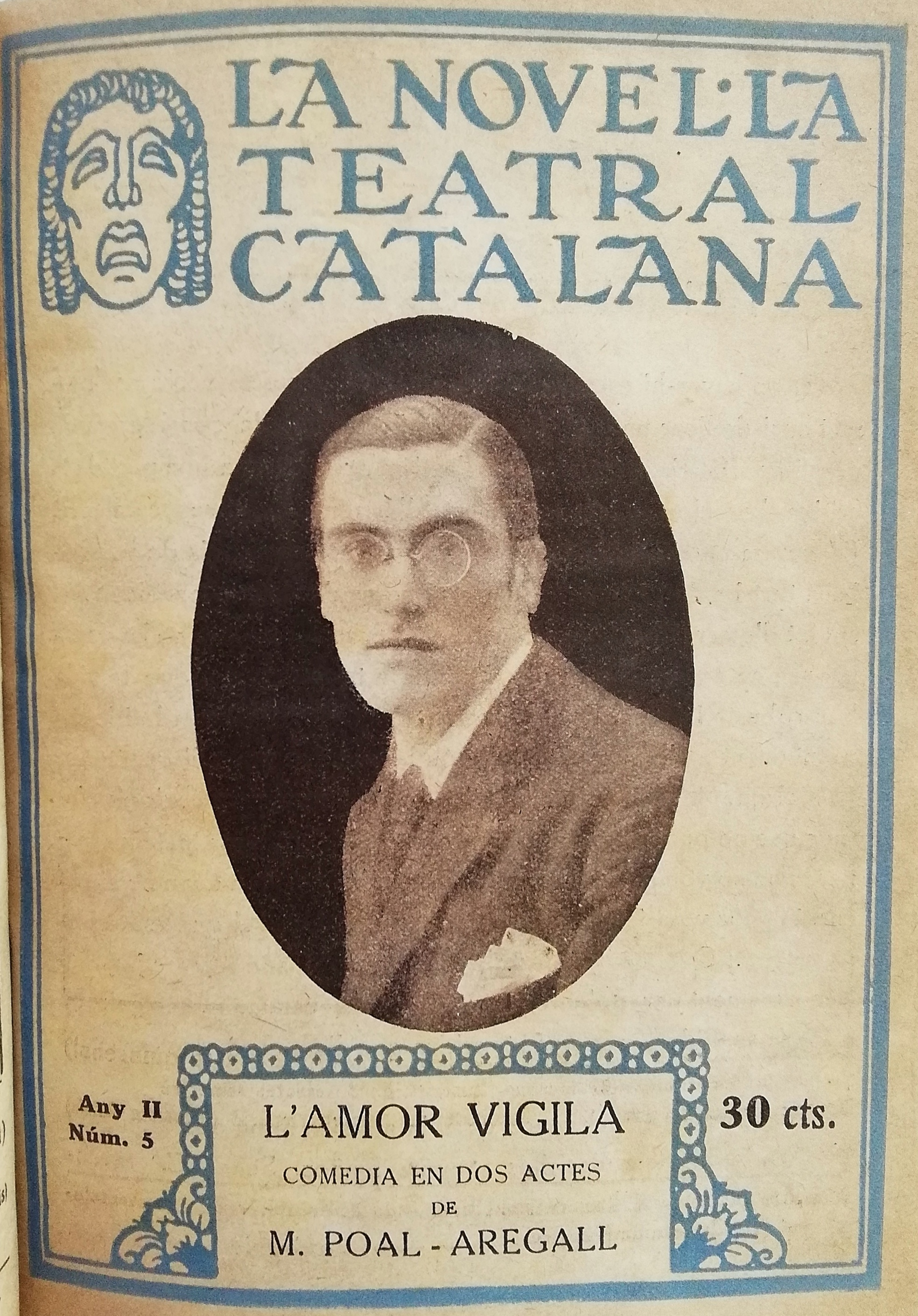
L'Amor Vigila, comèdia en dos actes de Miquel Poal i Aregall, publicada per La Novel·la Teatral Catalana l'any 1919 a Barcelona

### Teatre
- 1919. L'amor vigila, comèdia en dos actes. Estrenada al Teatre Romea, l'11 de gener de 1919.
- 1919. El xicot tímid, comèdia en tres actes
- 1919. Ànimes nues, comèdia dramàtica en un acte. Estrenada al teatre Euterpe de Sabadell, el 13 d'octubre per la Companyia Vila-Daví, Maria Vila i Pius Daví.[3] L'abril de 1920 es va representar al Teatre Romea.[4]
- 1920. La dolça veu, comèdia en dos actes. Estrenada al teatre Romea, 13 de novembre de 1920.
- 1922. Una dona en comandita, vodevil en tres actes. Estrenada al Teatre Espanyol, el 20 de gener de 1922.
- 1922, 21 desembre. Pel teu amor, sainet líric en dos actes. Música de Josep Ribas.
- La lluna de mel, comedieta en un acte
- Paranys de l'amor, comèdia en un acte
- La famosa condició, comèdia picaresca en tres actes
- La cotxereta, drama realista en tres actes
- La planeta, comèdia en un acte
- Gelosia, comèdia en un acte
- Casa't, Mamà!, comèdia en dos actes
- Prometatge, comèdia en un acte
- Si tu m'estimessis, comèdia en dos actes
- 1933. Paranys de 'amor, comèdia en un acte
- 1933. Els jocs de Cupidó, comèdia en dos actes. Estrenada per Ràdio Associació de Catalunya, el 18 d'octubre de 1933.
- 1934. "La Gloriosa". Barcelona isabelina i revolucionària, obra d'ambient popular vuitcentista en deu quadres. Estrenada al Teatre Apolo, el 31 de març de 1934.
- 1934. La taverna dels valents, comèdia popular en cinc actes. Estrenada al Teatre Apolo, el 22 de setembre de 1934.
- 1934. Les verges caigudes, obra en tres actes, dividida en set quadres. Estrenada al Teatre Apolo de Barcelona, el 15 de desembre de 1934.
- 1935. La desgràcia de la sort, sainet barceloní en tres actes. Estrenada al Teatre Coliseu Pompeia, el 31 de gener de 1935.

### Novel·la
- 1914. Gloses femenines
- 1916. Mots plaents i desplaents
- 1923. Ella...!!
- 1923. Florida roja
- 1923. Com el llops...
- 1924. La branca morta
- 1924. El Diable que portem dins
- 1924. La ganyota del destí
- 1924. La meva mort
- 1925. Cors de dona
- 1925. El pecat no es perdona
- 1925. Les dones que estimem
- 1925. La meva vida
- 1926. Pecat d'amor
- 1929. La mort m'ha deixat de banda
- 1930. Les dones que he conegut

### Obres presentades alsJocs Florals de Barcelona[5]
- 1933. Cançons de camí
- 1933. Retorn a la vida humil
- 1934. La vida humil